# Piedrabuena (Badajoz)
Piedrabuena es una  localidad, antigua encomienda de la Orden de Alcántara de España, situada en la provincia de Badajoz, comunidad autónoma de Extremadura. Pertenece al municipio de San Vicente de Alcántara.

## Geografía
Su término forma un enclave rodeado por los siguientes municipios:
| Noroeste: Valencia de Alcántara | Norte: Salorino   | Noreste: Herreruela   |
| Oeste: Valencia de Alcántara    |                   | Este: Alburquerque    |
| Suroeste: Valencia de Alcántara | Sur: Alburquerque | Sureste: Alburquerque |

## Población
Su población según el censo del 2009 era de 3 habitantes.

## Historia
A la caída del Antiguo Régimen la localidad se constituye en municipio constitucional en la región de Extremadura, desde 1834  quedó integrado en el Partido Judicial de Valencia de Alcántara.

## Patrimonio
- Castillo de Piedrabuena,[3] consta de un recinto exterior o barbacana y otro interior formado por cuatro crujías en torno a un patio central, alzándose en una esquina la torres del homenaje. De propiedad privada, permanece todavía en uso y con buenas condiciones de habitabilidad.